# Elsa Glaser

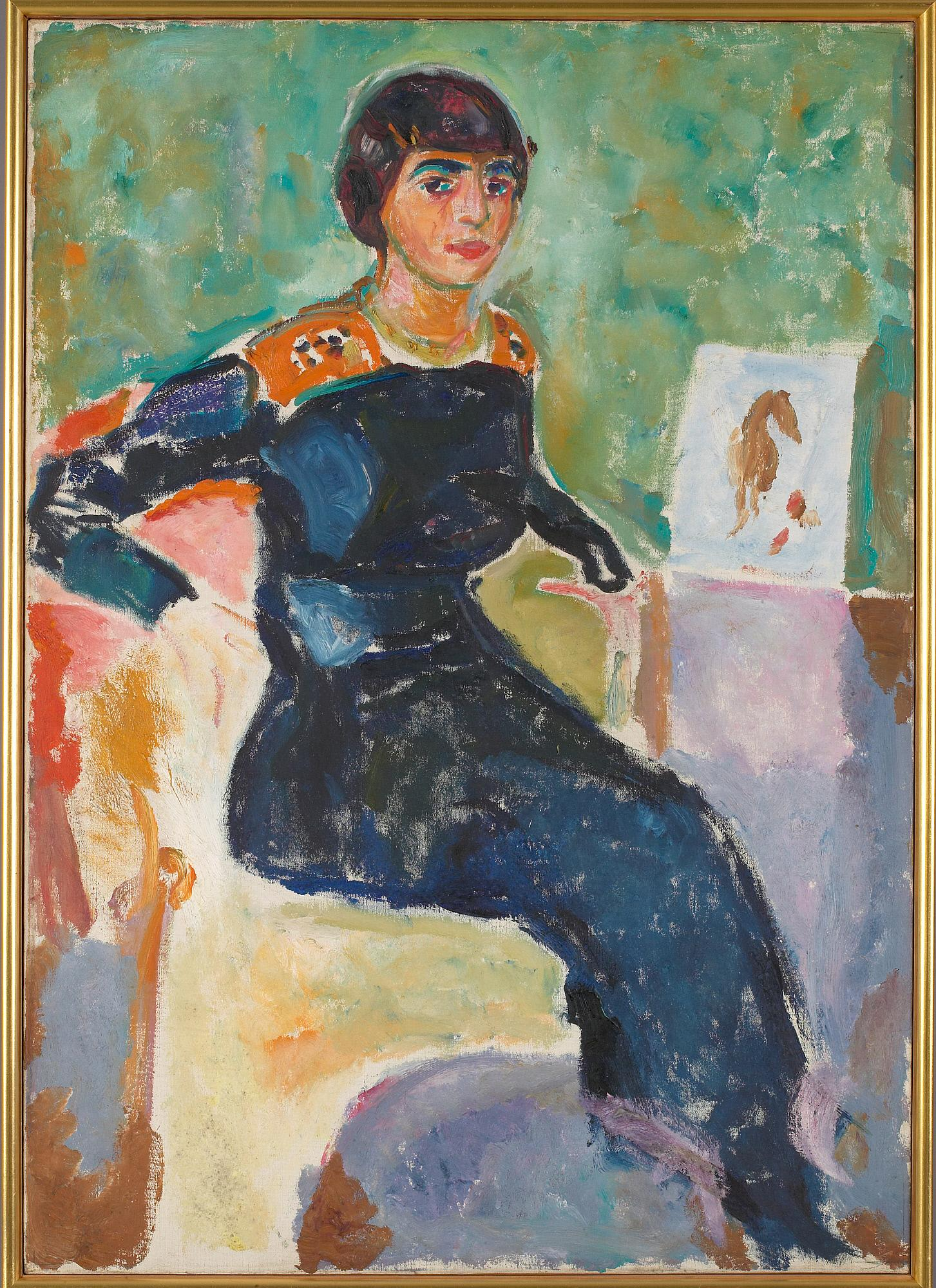
Portrait Elsa Glaser von Edvard Munch, 1913

Elsa Glaser (* 1878 in Breslau, Deutschland; † 10. Juli 1932 in Deutschland) war eine deutsche Kunstsammlerin und Übersetzerin. Mit Hilfe der Unterstützung ihres Vaters und teilweise in dessen Auftrag baute sie mit ihrem Ehemann eine bedeutende Kunstsammlung auf, die u. a. Werke von Edvard Munch, Vincent van Gogh, Henri Matisse, Pablo Picasso und Hans Purrmann beinhaltete.

## Leben und Werk

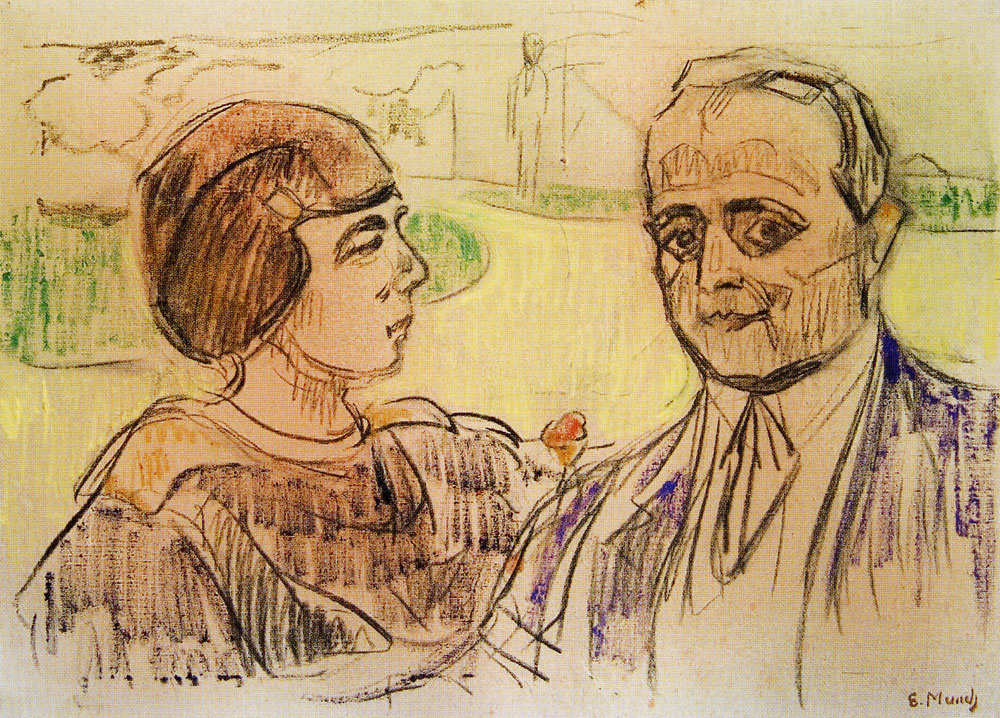
Elsa Glaser und Curt Glaser. Gemälde von Edvard Munch, 1913

Glaser war die Tochter des Industriellen und Kunstsammlers Hugo Kolker und von Renate „Nathalie“ Kolker (geb. Glaser). Sie war die Cousine von Käte Kolker, der Ehefrau des Sammlers und Kunsthändlers Hugo Perls, die beide Kunsthändler in Berlin und Paris waren.
1903 heiratete sie den gleichaltrigen Curt Glaser. Der Bruder ihres Ehemannes war mit Elly Kolker verheiratet und war Besitzer einer Kunsthandlung in Berlin im Hotel Esplanade. Ihr Ehemann hatte bereits eine Ausbildung zum Arzt absolviert und studierte dann Kunstgeschichte, ein Gebiet, in dem er 1907 promovierte. Durch ihre Familie war sie mit ihrem Mann finanziell abgesichert, so dass sie vor dem Ersten Weltkrieg bis nach Japan reisen konnten. So reisten sie nach Paris, um Henri Matisse zu besuchen, und sie besuchte 1913 zusammen mit ihrem Ehemann Edvard Munch erstmals in Oslo. Sie empfing ihn auch in ihrer Wohnung in Berlin. Munch malte ein Gemälde von ihr, welches sich heute im Kunsthaus Zürich befindet. Gleichzeitig entstand ein Gemälde, auf dem sie ihrem Ehemann zugewandt dargestellt ist.
Mit ihrem Ehemann wurde sie eine Förderin der Kunst von Munch. 1917 veröffentlichte ihr Mann die erste deutsche Monographie über Munch und sie entwickelten eine lange Freundschaft. Die gegenseitigen Briefe geben Einblicke in das Leben von ihr und ihrem Ehemann. Erhaltene Briefe aus dieser Zeit, unter anderem von Max Pechstein, Edvard Munch und Henri Matisse, zeugen von dem Netzwerk, das sie mit ihrem Ehemann im Laufe der Jahre aufbaute.
Von 1909 bis 1924 leitete ihr Ehemann die Sammlung moderner und zeitgenössischer Kunst am Kupferstichkabinett Berlin. Sie übersetzte Texte über Kunst aus dem Französischen, etwa Joachim Gasquets Buch über Paul Cézanne, das 1930 im Verlag von Bruno Cassirer (1872–1941) erschien. 1924 wurde ihr Mann Direktor der Kunstbibliothek. Im Juli 1925 zog sie mit ihrem Mann in einen Anbau der ehemaligen Unterrichtsanstalt des Kunstgewerbemuseums Berlin in der Prinz-Albrecht-Straße 8 (heute Niederkirchnerstraße), in der die Kunstbibliothek untergebracht war. Dort veranstalteten sie in den späten 1920er Jahren bedeutende Kunstsalons, die ein Treffpunkt für Kunstintellektuelle waren.
Glaser starb 1932 im Alter von 54 Jahren.
Nach ihrem Tod schenkte ihr Ehemann der Nationalgalerie (Berlin) Munchs Gemälde Musik in der Karl-Johann-Straße (1889), als Hommage an ihr Leben als Ehefrau, Sammlerin und Mäzenin von Edvard Munchs Werken. Dieses Gemälde wurde ihm schließlich von der Nationalgalerie zurückgegeben, als Teil der Bemühungen der Nationalsozialisten, Kunst aus den Museen zu entfernen, die sie als „entartet“ betrachteten. Als er später in die Schweiz zog, nahm er dieses Gemälde mit. Da er sich eine Schenkung nicht mehr leisten konnte, verkaufte er es im Dezember 1940 für 12.000 Schweizer Franken an das Kunsthaus Zürich. Bevor er mit seiner zweiten Ehefrau Maria geb. Milch (1901–1981) in die Schweiz emigrierte, veräußerte er den größten Teil seines umfangreichen Hausrats und der Kunstsammlung, die er gemeinsam mit seiner ersten Ehefrau bis zu deren Tod aufgebaut hatte.
Der Großteil der Kunstsammlung und Bibliothek sowie die Wohnungseinrichtung wurden am 9. Mai 1933 im Internationalen Kunst- und Auktions-Haus und am 18. und 19. Mai 1933 im Berliner Buch- und Kunst-Antiquariat Max Perl versteigert.